# CA Osasuna
Club Atlético Osasuna, známý také jako Osasuna Pamplona, je španělský fotbalový klub sídlící ve městě Pamplona, v provincii Navarra. Založen byl 24. října 1920. Své domácí zápasy hraje na stadionu Estadio Reyno de Navarra. Klub hrál nejvyšší španělskou ligovou soutěž Primera División, ale po sezóně 2016/2017 opět sestoupil do nižší soutěže. Slovo Osasuna má v baskičtině význam – zdraví. Za tento klub nastupoval i český reprezentant Jaroslav Plašil

## Historie

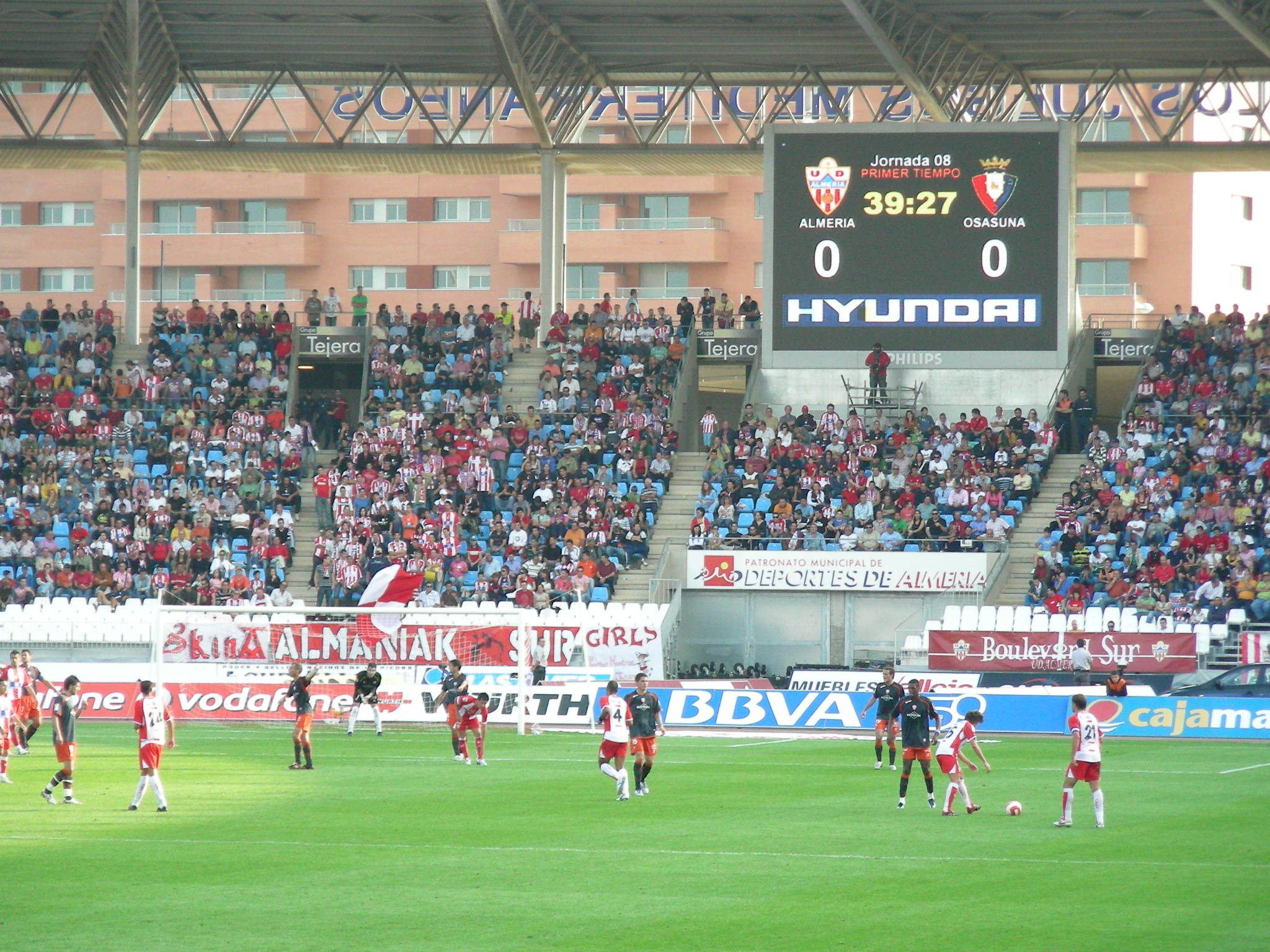
Zápas na hřišti UD Almería

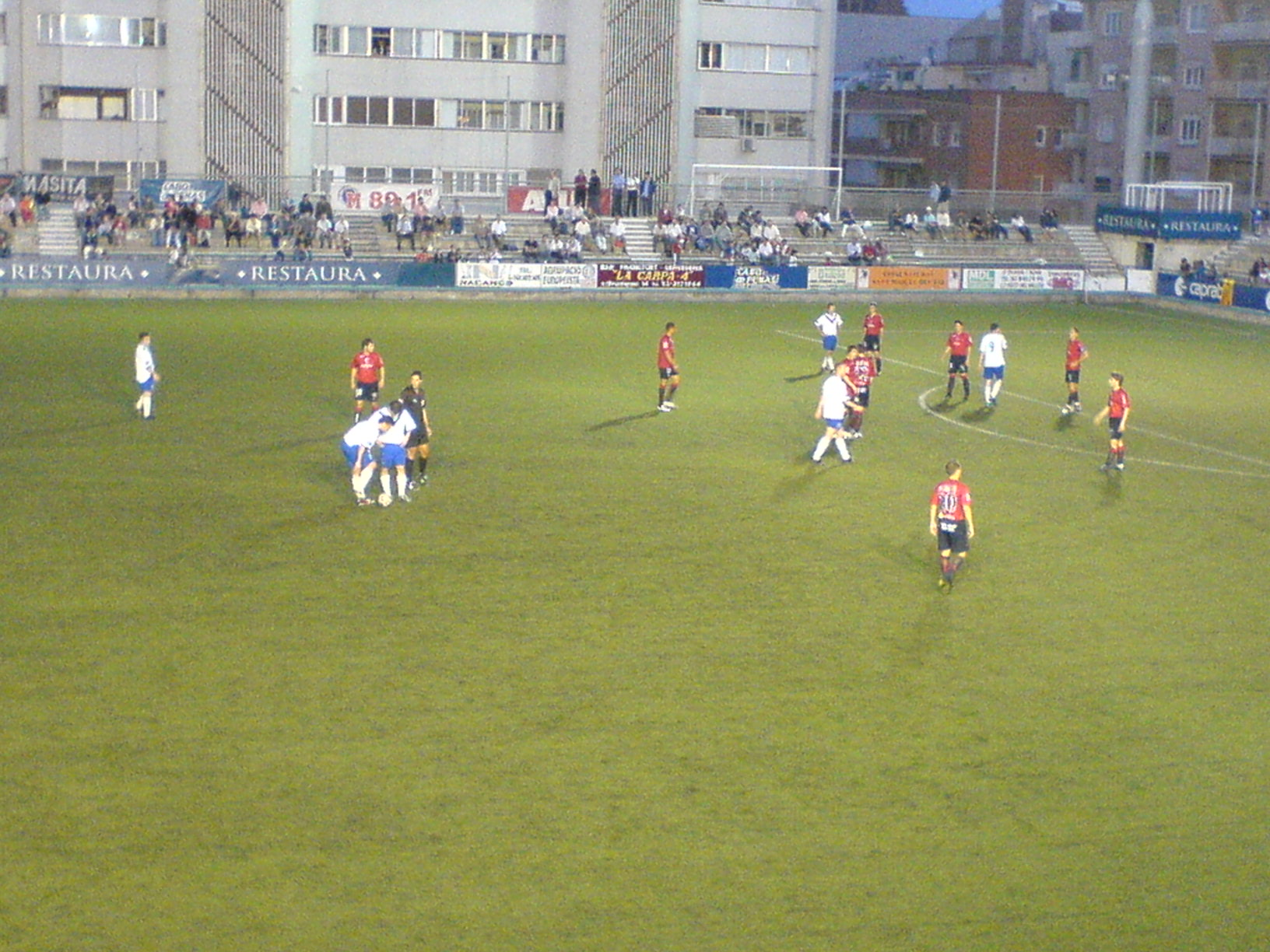
Zápas Osasuny

Klub byl založen roku 1920. V sezoně 1931/32 vyhrál nižší soutěž Tercera División a o tři roky později po vítězství v Segunda División prvně postoupil do La ligy. Tam však vydržel pouhou jednu sezónu a na dlouhých osmnáct let sestoupil zpět do nižších soutěží. Stabilizace a usazení mezi španělskou elitou nastalo až v roce 1980, od kterého odehrála Osasuna celkem 26 sezon ze 32 v Primera División. Nejlepším umístěním klubu je 2× čtvrté místo z let 1991 a 2006.
V roce 2005 dokráčela Osasuna až do finále španělského poháru Copa del Rey. V něm padla až po prodloužení a výsledku 1-2 s andalůzským soupeřem Real Betis Sevilla. To je dosud největší úspěch Osasuny na domácí fotbalové scéně. Klub se i čtyřikrát podíval do Evropských soutěží, když ve všech případech nastupoval v Poháru UEFA. Naposledy to bylo v sezoně 2006/07, kdy klub po výtečné cestě turnajem došel až do semifinále. Tam vypadl s pozdějším vítězem soutěže – španělským Sevilla FC.
V ročníku 2013/14 sestoupil do Segunda División.

## Statistika sezon
K roku 2014:
- 35 sezon v Primera División
- 34 sezon v Segunda División
- 13 sezon v Tercera División
- 1 sezona v regionálních soutěžích